# Jęgrzna
Jęgrzna is een plaats in het Poolse district  Skarżyski, woiwodschap Święty Krzyż. De plaats maakt deel uit van de gemeente Łączna en telt 490 inwoners.